# Rotala fimbriata
Rotala fimbriata är en fackelblomsväxtart som beskrevs av Robert Wight. Rotala fimbriata ingår i släktet Rotala och familjen fackelblomsväxter. Inga underarter finns listade i Catalogue of Life.